# 五十川みどり
五十川 みどり(いそがわ みどり)は、日本の熟女系AV女優、成人作品への出演もある。出身等は公表されていない。

## 略歴
- 2007年にAVデビュー。現在は引退している。

## 作品

### アダルトビデオ
2007年
- 近所のエプロンおばさん物語 五十川みどり（1月25日、センタービレッジ）
- 熟女家政婦 五十川みどり（1月31日、ドリームステージ）
- 近●相姦 五十路母 五十川みどり（2月23日、なでしこ）
- 初撮り熟女 恥じらい交尾（2月23日、なでしこ）
- 全国の皆さんカメラの前で近親相姦してみませんか? 3（4月10日、ドリームステージ）
- 母さんとしたい！ 五十川みどり（4月25日、マドンナ）
- 新・母子相姦 母と息子の近親相姦 五十川みどり（5月19日、ルビー）
- 母と息子の中出し交尾 VOL.2 五十川みどり（6月13日、BRAVO）
- 義母相姦 誘惑する巨乳義母 五十川みどり（6月16日、隼エージェンシー）
- エロ年増 2（7月13日、クリスタル映像）
- 四十路マダム 熟マン交遊録6（7月14日、ルミナス企画）
- 募集で来た人妻に 騙して中出し 五十川みどり（7月20日、ドリームステージ）
- ドリームステージ上半期売上げBEST（7月20日、ドリームステージ）
- ハメ狂い淫乱熟女 6（7月25日、マドンナ）
- 新・母子相姦遊戯 蔵の中の私 弐拾 五十川みどり＋五月瑠美（8月8日、グローバルメディアエンタテインメント）
- 完熟レオタード 五十川みどり（9月1日、AVS）
- 中出しソープ 麗しの熟女湯屋 五十川みどり（9月5日、グローバルメディアエンタテインメント）
- 美尻ママの近親誘惑 【五十川みどり】（9月22日、ラハイナ東海）
- 特選 友達の母 五十川みどり（10月25日、マドンナ）
- 友人の母 五十川みどり（11月13日、溜池ゴロー）
- マドンナ愛欲劇場 欲情三姉妹の秘め事（11月25日、マドンナ）
- 親友の母 熟女懇親会（11月26日、グラフィティジャパン）
- 僕のおばさん 五十川みどり（12月25日、マドンナ）

2008年
- 妻の母 五十川みどり（1月7日、マドンナ）
- マダムマニアックスペシャル（1月25日、クリスタル映像）
- 近親相姦 母さんはオナニー好き 五十川みどり（2月7日、タカラ映像）
- ジブン、義母さんに喰われました。五十川みどり（2月18日、なでしこ）
- 「熟女の口はもっと嘘をつく。」 熟雌女anthology ＃030 五十川みどり （2月22日、アウダースジャパン）
- 息子にも夫にも犯られます 四十し盛り美人巨乳妻 五十川みどり（2月22日、なでしこ）
- お母さんと… 五十川みどり（42歳）（3月20日タカラ映像）
- マドンナ学園6～教師と生徒・色欲の卒業式～（3月25日、マドンナ）
- 母さんのひざまくら 五十川みどり（3月27日、センタービレッジ）
- 美熟女コレクション 一条恵 五十川みどり（4月13日、溜池ゴロー）
- 特選 五十川みどり4時間（4月25日、マドンナ）
- 美熟女ソープ壺姫御殿 五十川みどり（5月25日、マドンナ）
- 義母奴隷 五十川みどり（6月13日、溜池ゴロー）
- 義母の発情期 五十川みどり（6月20日、アカデミック）
- お母さんと日常生活 ～着替え、日常風景。自慰、入浴、放尿編～（7月4日、映天）
- お母さんとの情事 ～手コキ、フェラ、SEX編～（7月4日、映天）
- 近親相姦 母のお尻 五十川みどり46歳（7月12日、ルビー）
- 母の乳房スペシャル（7月17日、タカラ映像）
- ハメ観音 巣鴨のみどりさん46歳（7月19日、ドグマ）
- お母さんと… 近親相姦（7月19日、ミスター・インパクト）
- 狙われたパート妻 ～ホール・皿洗いパート編～ 五十川みどり（7月25日、マドンナ）
- お母さんの膝まくらDX120（8月14日、タカラ映像）オムニバス作品
- お母さんとセックス（8月19日、ミスター・インパクト）オムニバス作品
- 堕ちた万引き妻 償いの熟奴凌辱 五十川みどり（9月7日、マドンナ）
- 近親相姦 母と姉と妹。（9月12日、LEO）
- 美熟女優の競艶 貴方のオナニーをお手伝いしてあげる。（9月12日、光夜蝶）
- 熱愛調教 憧れの美人妻20人4時間（9月19日、ダイナマイトエンタープライズ）
- 母の淫らな日常（9月19日、ミスター・インパクト）
- 女教師の淫らな本音 五十川みどり（10月1日、溜池ゴロー）
- 母さんのうなじ 五十川みどり（11月7日、マドンナ）
- 憧れの先生 五十川みどり（11月13日、溜池ゴロー）
- 凌辱婦人会 五十川みどり（12月19日、大洋図書）
- ジブン義母さん達に…（12月19日、なでしこ）

2010年
- 蘇る！五十川みどり8時間（10月25日、マドンナ）